# Fina Puigdevall i Nogareda
Fina Puigdevall i Nogareda (Olot, 30 de maig de 1963) és xef, cap de cuina i propietària, des de l'any 1990, del restaurant Les Cols a Olot (província de Girona). El restaurant és a la masia familiar de la família Puigdevall, un edifici llistat com bé cultural d'interés local, on ella mateixa va créixer.
La seva cuina es caracteritza per la utilització de productes i matèria primera de la seva terra, de la comarca de la Garrotxa, treballant, a més, per la seva recuperació. Entre aquests hi ha el fajol, la patata de la Vall d'en Bas, el blat de moro, l'aviram, el fesol de Santa Pau, la ratafia, el tortell d'Olot, el porc i els embotits, la truita de riu salvatge, els caragols, el porc senglar, la tòfona, la castanya, el nap, els bolets, les herbes i les flors, etc.
Al llarg d'aquests anys ha participat a diversos congressos tant a nivell nacional com internacional. El restaurant Les Cols compta amb dues estrelles Michelin (la primera concedida l'any 2005 i la segona el 2010) i dos Sols de la Guia Repsol. El restaurant Les Cols és conegut, a banda de per la seva cuina, per la seva decoració. L'any 2003, RCR Arquitectes va remodelar totalment les seves dependències. Destaca especialment la sala, amb una gran taula i on el color daurat és el protagonista.
Fina Puigdevall va ser finalista al premi Garrotxí de l'any 2010. El desembre de 2018 li va ser concedir el Premi Nacional de Gastronomia 2019 com a reconeixement per a la xef del restaurant Les Cols d'Olot.
El 2023 la revista Forbes la va definir com una de les 100 dones més influents d'Espanya.

## Família restauradora
La Fina Puigdevall, amb el Manel Puigvert, és mare de tres restauradores que treballen al restaurant familiar de Les Cols, dues de les quals ocupen càrrecs des del 2019 i 2017 respectivament. La Martina Puigvert i Puigdevall (Olot, 1994) és cap de cuina des del 2017, i porta el tema de la recerca i innovació (R+D+i). La Clara Puigvert i Puigdevall (Olot, approx. 1996) és cap de sala i s'encarrega del celler, agafant el relleu al seu pare, a la Anna Busquets i a la Carme Serra. La tercera filla, la Carlota "Lota" Puigvert i Puigdevall (Olot, approx. 2000), que s'interessa per la rebosteria, està a punt de llicenciar-se en ciències culinàries de la CETT-UB i la UPC a 2021, i ajuda a la cuina els caps de setmana.